# Thailand Premier League 2003/04
Die Thailand Premier League 2003/04 wurde mit zehn Mannschaften ausgetragen. Meister wurde zum insgesamt viermal der FC Krung Thai Bank und konnte damit seinen Titel vom Vorjahr erfolgreich verteidigen. Für BEC Tero Sasana reichte es am Ende, wie schon im Jahr davor, nur zum Vizemeister. Zum ersten Mal in seiner Geschichte musste der Rekordmeister, die Thai Air Force, in die 2. Liga absteigen. Beide Aufsteiger hingegen konnten die Liga halten.

## Vereine der Saison 2003/04
| Teilnehmer |
| - FC Bangkok Bank - FC Bangkok University (Aufgestiegen aus der Thailand Division 1 League) - BEC Tero Sasana - FC Chula-Sinthana - FC Krung Thai Bank - FC Osotspa M-150 - FC Port Authority of Thailand - FC Royal Thai Air Force - FC Royal Thai Navy (Aufgestiegen aus der Thailand Division 1 League) - FC Thailand Tobacco Monopoly |

## Abschlusstabelle
| Pl. | Verein                  | Sp. | S  | U | N  | Tore    | Diff. | Punkte |
| --- | ----------------------- | --- | -- | - | -- | ------- | ----- | ------ |
| 1. | FC Krung Thai Bank      | 18  | 12 | 2 | 4  | 033:180 | +15   | 38     |
| 2. | BEC Tero Sasana         | 18  | 10 | 4 | 4  | 033:220 | +11   | 34     |
| 3. | FC Osotspa M-150        | 18  | 10 | 3 | 5  | 043:230 | +20   | 33     |
| 4. | FC Bangkok University   | 18  | 9  | 4 | 5  | 026:220 | +4    | 31     |
| 5. | Port Authority          | 18  | 9  | 1 | 8  | 029:280 | +1    | 28     |
| 6. | FC Bangkok Bank         | 18  | 7  | 5 | 6  | 028:210 | +7    | 26     |
| 7. | FC Royal Thai Navy      | 18  | 5  | 4 | 9  | 018:270 | −9    | 19     |
| 8. | Tobacco Monopoly        | 18  | 4  | 7 | 7  | 016:180 | −2    | 19     |
| 9. | FC Royal Thai Air Force | 18  | 4  | 4 | 10 | 014:380 | −24   | 16     |
| 10. | Sinthana                | 18  | 2  | 2 | 14 | 018:410 | −23   | 08     |
| Ermittlung des Tabellenplatzes einer Mannschaft bei Punktgleichheit: 1. Direkter Vergleich; 2. Tordifferenz; 3. erzielte Tore |                         |     |    |   |    |         |       |        |

## Queens Cup
Der FC Osotspa M-150 konnte zum dritten Mal in Folge den Queen’s Cup gewinnen.

## Kontinentale Wettbewerbe
BEC Tero Sasana, im Vorjahr immerhin überraschend im Finale der AFC Champions League, wurden in ihrer Gruppe nur Letzter. Allerdings kamen die Gegner auch aus China, Südkorea und Japan. Die Krung Thai Bank schaffte immerhin einen zweiten Platz in ihrer Gruppe, was aber nicht ausreichend war um sich für die K.O.-Runde zu qualifizieren.

## Auszeichnungen des Jahres 200/04

### Trainer des Jahres
- Worawoot Dangsamer – FC Krung Thai Bank

### Spieler des Jahres
- Pichitphong Choeichiu – FC Krung Thai Bank

### Torschützenkönig
- Vimol Jankam – FC Osotspa M-150 (14 Tore)